# Quartier des Quinze-Vingts
Le quartier des Quinze-Vingts est le 48e quartier administratif de Paris situé dans le 12e arrondissement. Il tient son nom de l’hôpital des Quinze-Vingts.

## Situation
Le quartier des Quinze-Vingts est situé en bord de Seine, entouré par les quartiers de Picpus et de Bercy (à l'est), à l'ouest le 4e et au nord le 11e arrondissement.
À la pointe nord du quartier se trouve la place de la Bastille. À partir d’ici la frontière est marquée par le boulevard Bourdon à l'ouest et la rue du Faubourg Saint-Antoine au nord. La Seine coule au sud-ouest. La rue Villiot (qui passe sous le pont ferroviaire de la Gare de Lyon) et la rue de Rambouillet jusqu'à la place du Colonel Bourgoin et puis la rue Chaligny forment la frontière à l'est.

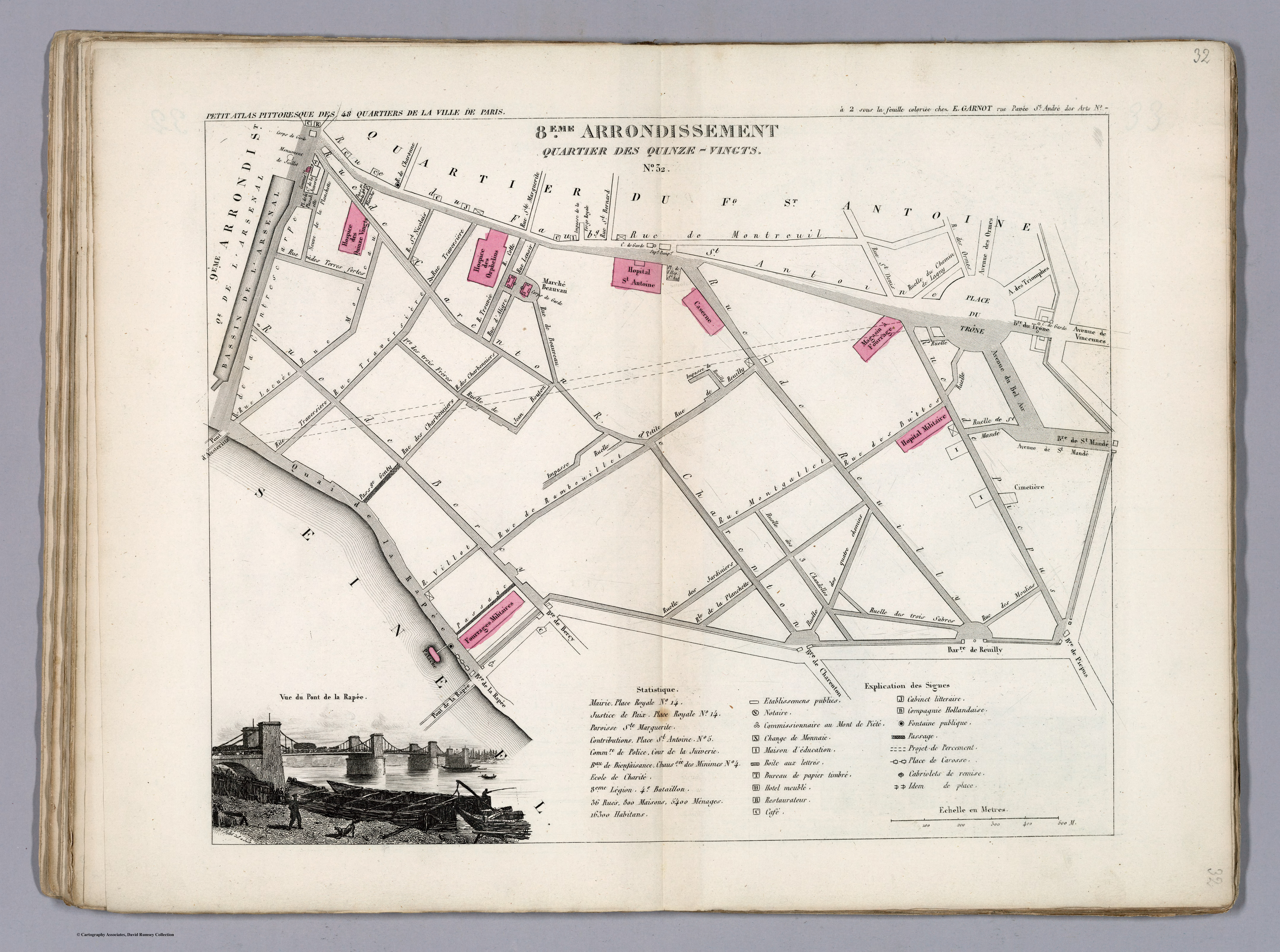
Plan du quartier des Quinze-Vingts dans l'ancien 8e arrondissement en 1834.
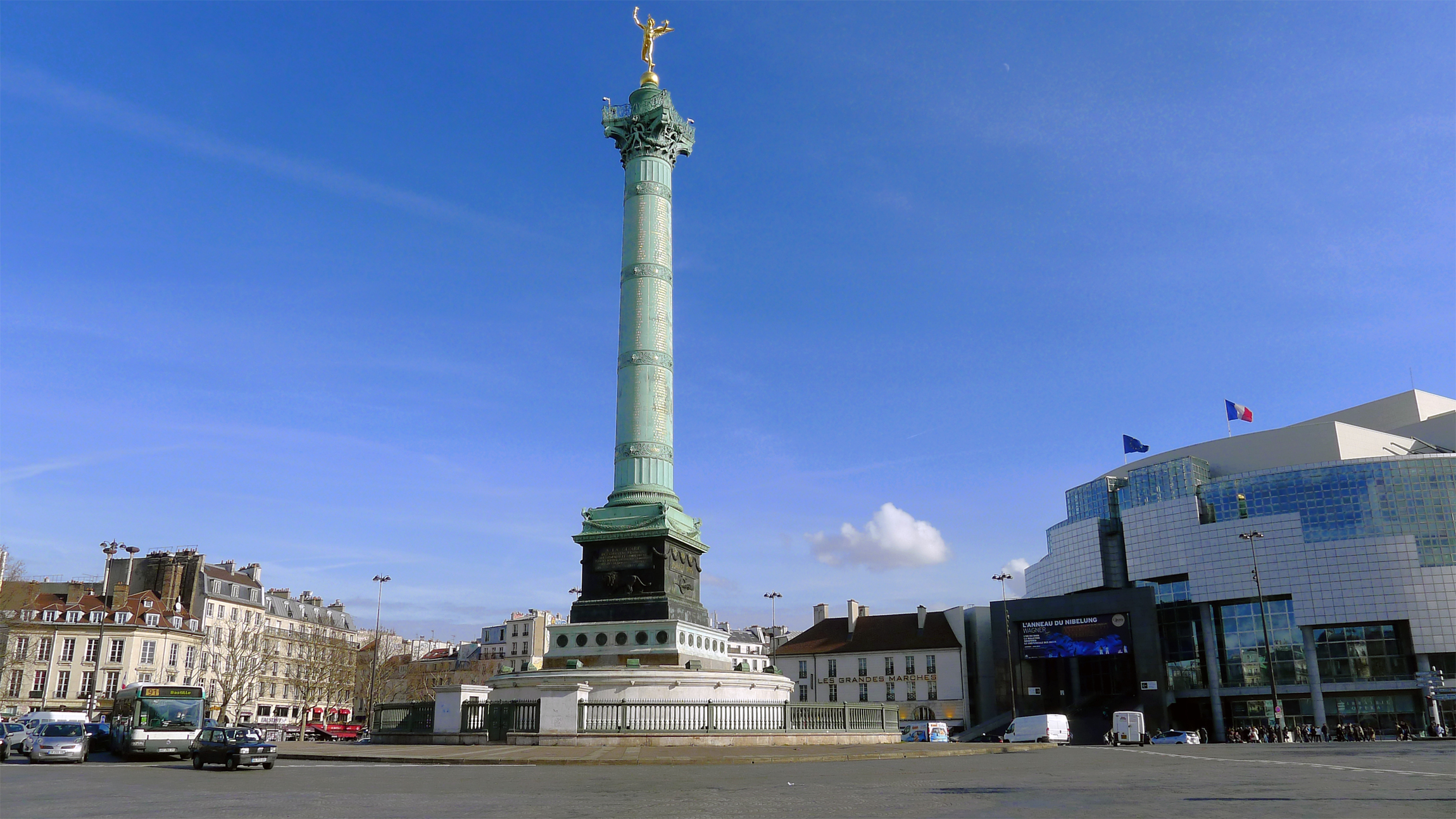
La colonne de Juillet et l'opéra Bastille vus du 4e arrondissement.

## Historique
Une section des Quinze-Vingts fonctionna dans ce quartier sous la Révolution.

## Bâtiments remarquables et lieux de mémoire
- La place de la Bastille, la colonne de Juillet, et l'opéra Bastille.
- La gare de Lyon (Le Train bleu) et le bassin de l'Arsenal.
- L'hôpital des Quinze-Vingts et l'hôpital Saint-Antoine.
- L'église Saint-Antoine-des-Quinze-Vingts, au no 66, avenue Ledru-Rollin
- Le viaduc des Arts et la Promenade plantée.
- La place d'Aligre avec ses marchés, le marché de la rue d'Aligre et le marché Beauvau.

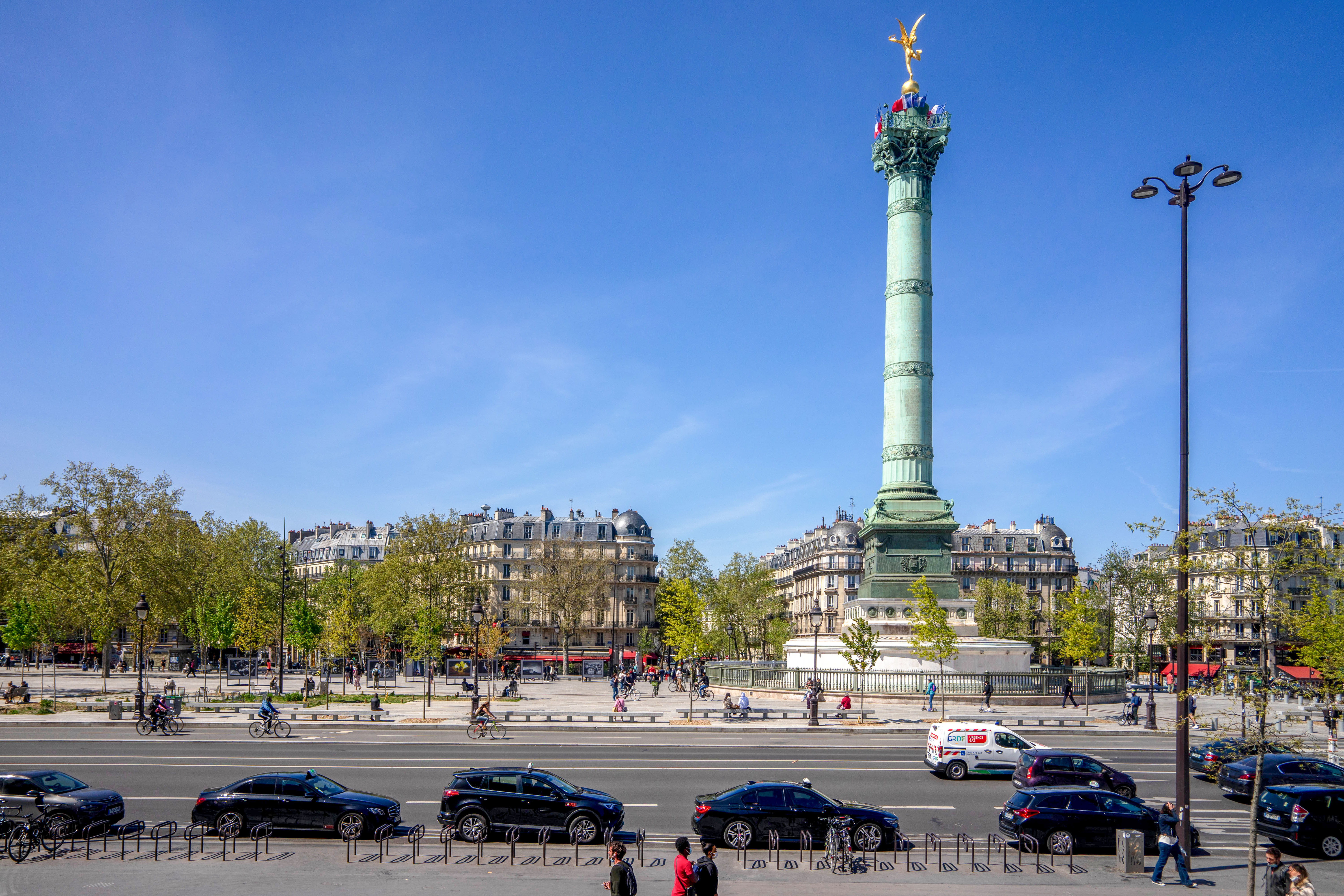
Place de la Bastille en 2021.
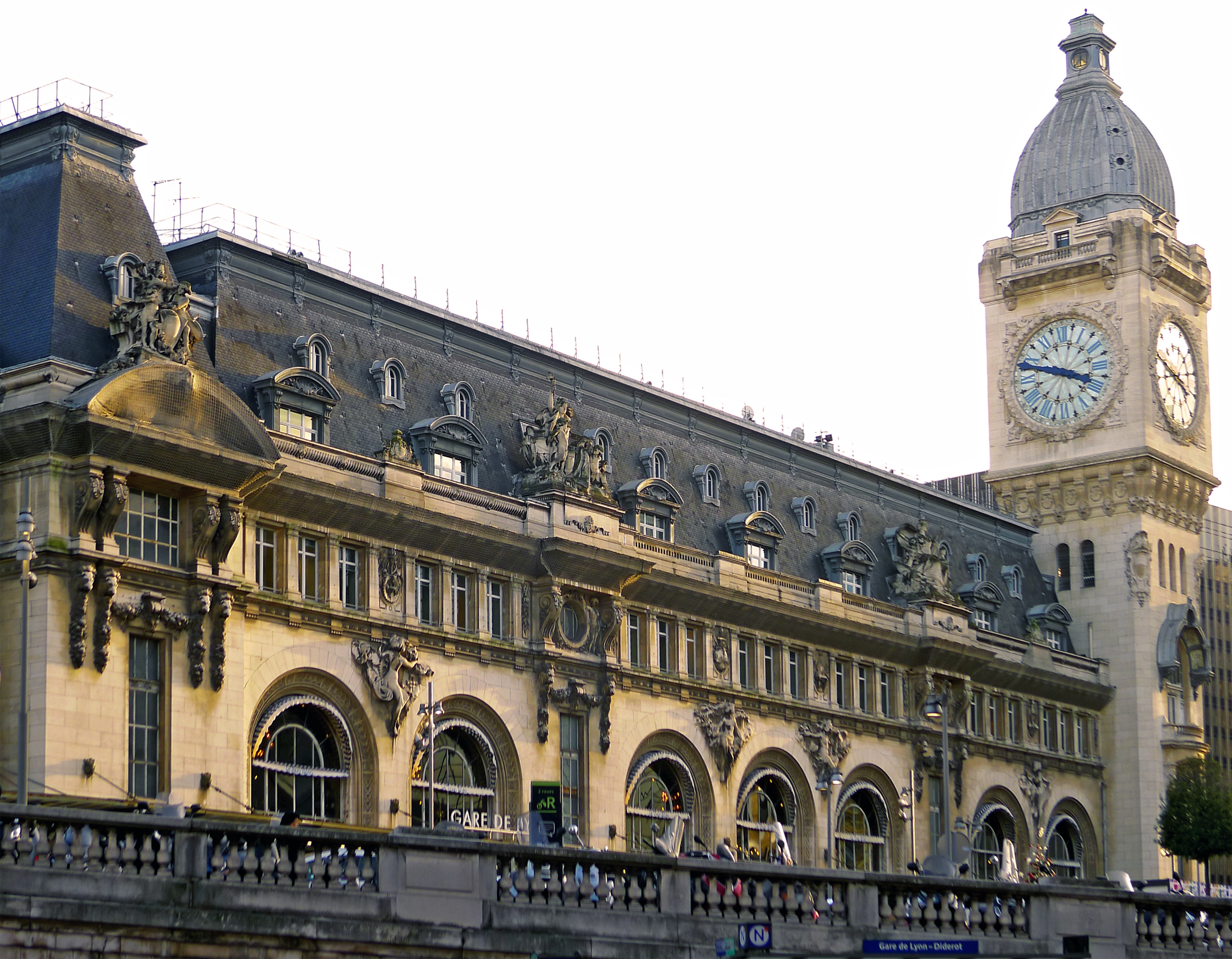
La gare de Lyon.
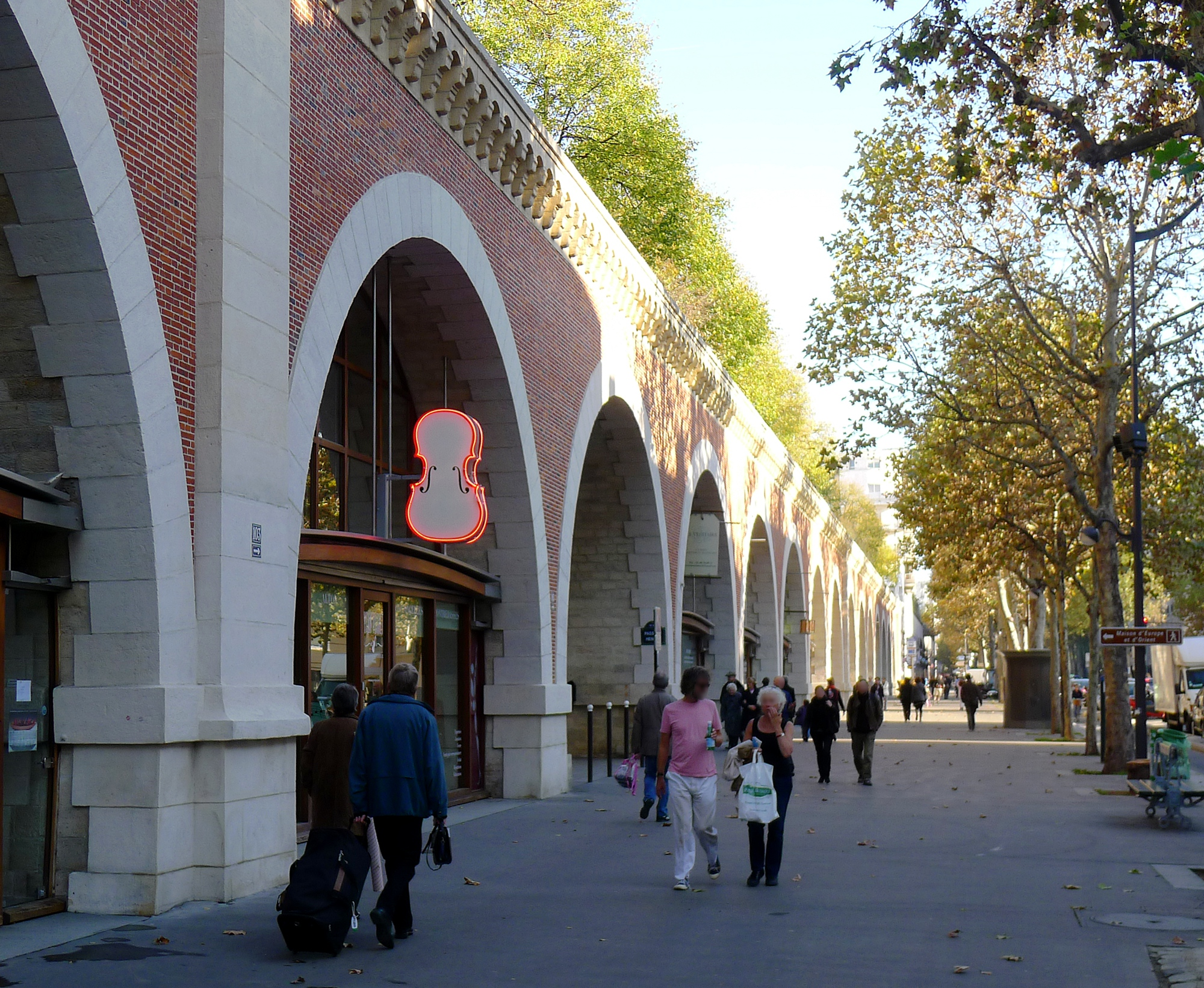
Le viaduc des Arts.
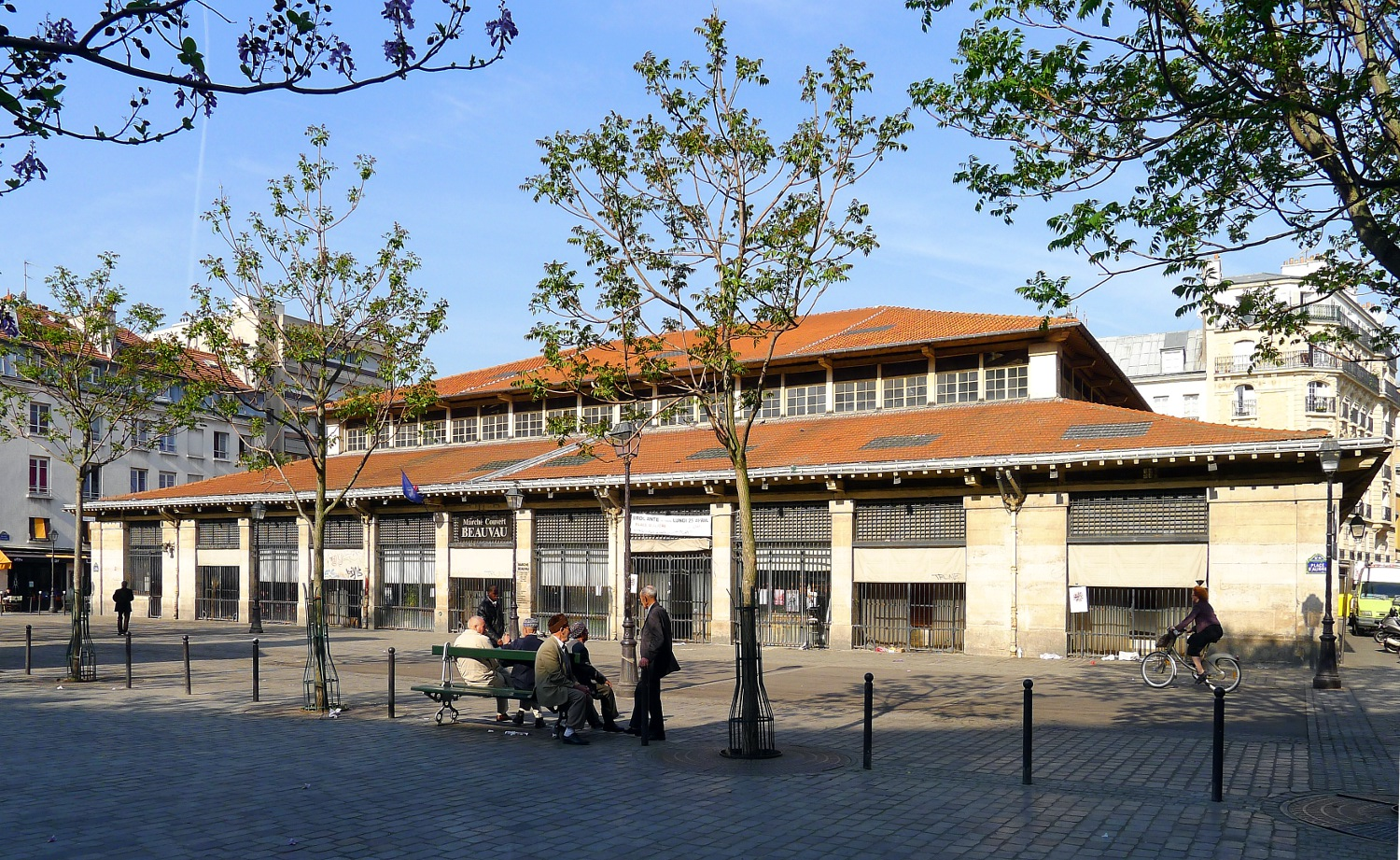
Le marché Beauvau.